# Kalle Svensson

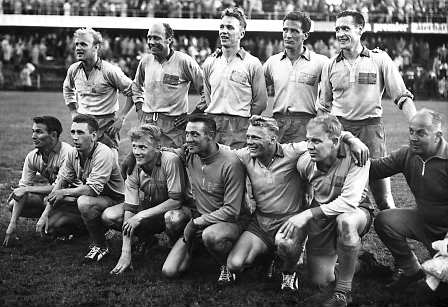
A Seleção Sueca vice-campeã da Copa de 1958. Kalle Svensson é o quarto agachado, da esquerda para a direita.

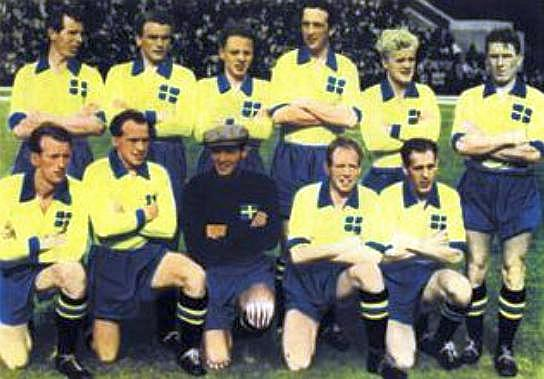
A Seleção Sueca antes de enfrentar a Itália na Copa do Mundo de 1950. Svensson é o terceiro agachado.

Karl-Oskar Svensson, mais conhecido como Kalle Svensson (Västerlöv, 11 de novembro de 1925 - 15 de julho de 2000), foi um futebolista sueco que atuou como goleiro, campeão olímpico. 

## Carreira
Svensson é o terceiro goleiro que disputou mais partidas do Campeonato Sueco de Futebol. Jogou no Kullavägens BK (1940-43), Helsingborgs IF (1943-59), Gunnarstorps IF (1959-61) e encerrou a carreira no Helsingborgs IF, clube onde mais atuou, em 1962. Além de jogar futebol, também trabalhava como bombeiro.
Pela Seleção Sueca, foi campeão olímpico em Londres 1948 e medalhista de prata em Helsinque 1952; disputou as Copas do Mundo de 1950 e 1958, sendo vice-campeão desta última, disputada em seu país. Ao todo jogou 73 partidas por sua seleção, entre 1949 e 1958.

## Ligaçoes Externas
- Perfil